# A-2高速公路 (西班牙)
A-2高速公路（西班牙語：Autovía A-2），又稱東北高速公路或阿拉貢高速公路（Autovia del Nordeste/de Aragón），俗稱巴塞隆納公路（Carretera de Barcelona），是一條連接西班牙首都馬德里和第二大城市巴塞隆納的高速公路，全長780公里。
分為三段：西段至阿爾法哈林止，中段自弗拉加起，止於巴塞隆納；東段起自馬拉貝利亞溫泉鎮至福內爾斯-德拉塞爾瓦。有經赫羅納延伸至法國的計劃。中間經過瓜達拉哈拉、薩拉戈薩、萊里達等大城市。
是歐洲E90公路 的一部份。